# Wręcza
Wręcza – wieś w Polsce położona w województwie mazowieckim, w powiecie żyrardowskim, w gminie Mszczonów. Ma status sołectwa.
Wieś szlachecka położona była w drugiej połowie XVI wieku w powiecie mszczonowskim ziemi sochaczewskiej województwa rawskiego. W latach 1975–1998 miejscowość administracyjnie należała do województwa skierniewickiego. Przed 1 stycznia 2005 roku miejscowość należała do gminy Radziejowice.

## Historia

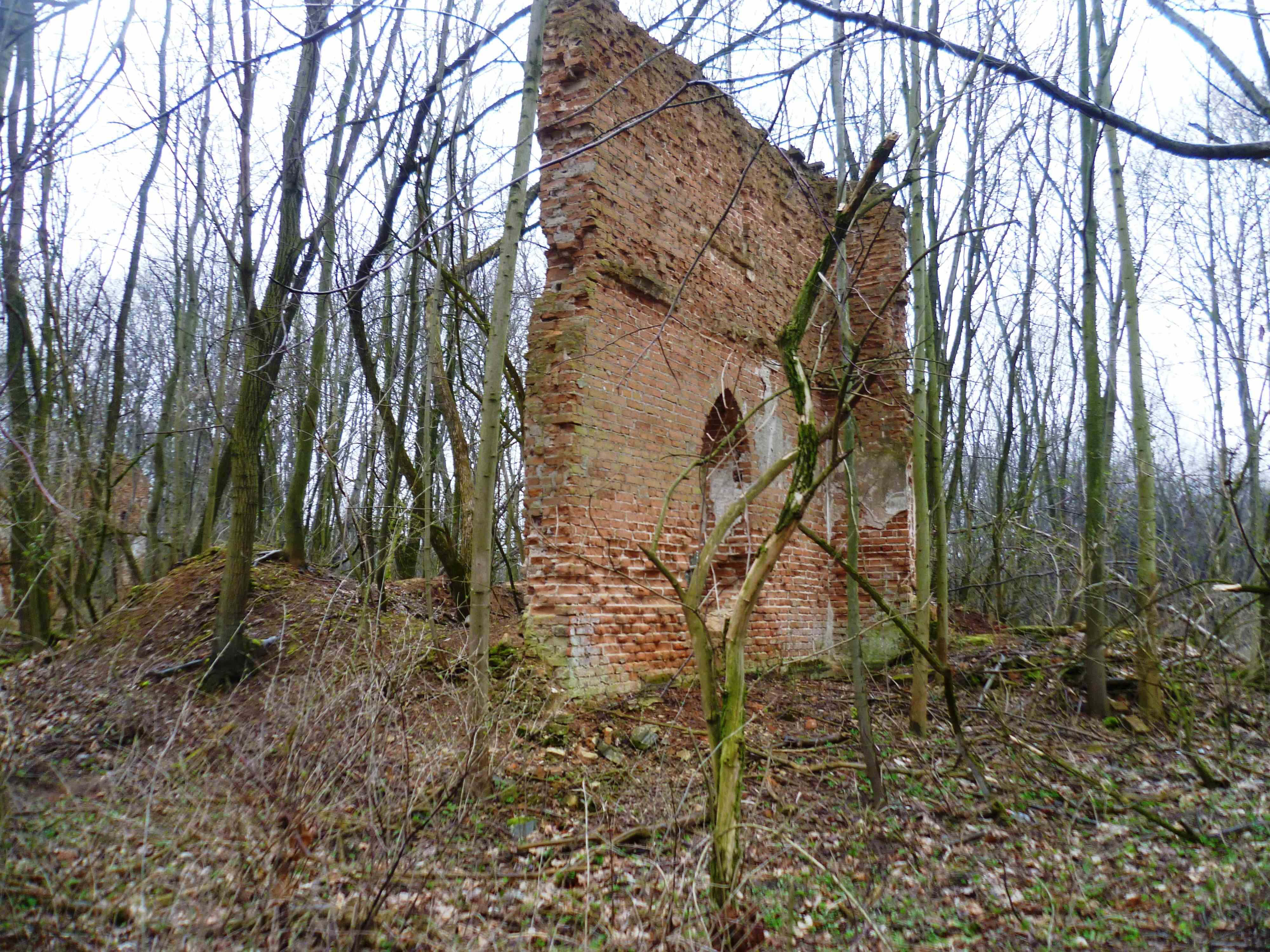
Ruiny dworu we Wręczy

Najstarsze ślady osadnictwa na terenie Wręczy pochodzą z epoki brązu i epoki kamienia.
Najstarsza wzmianka o samej wsi pochodzi z końca XVI wieku. Wieś należała wówczas do rodu Wręckich, od nazwiska których pochodzi nazwa miejscowości.
We Wręczy zachowały się ruiny dawnego XIX wiecznego dworu – obiekt ten w latach 1975–2012 figurował w ewidencji zabytków.

### Dwór we Wręczy
Dwór, określany też jako pałac, powstał w połowie XIX wieku najprawdopodobniej w miejscu wcześniejszego drewnianego dworku. Był początkowo siedzibą rodu Kossakowskich, a następnie Chrapowickich.
W dwudziestoleciu międzywojennym w niektórych dworskich pomieszczeniach mieściła się szkoła podstawowa. Po II wojnie światowej rozgrabiono tutejsze dobra i wycięto starodrzew parku dworskiego. W dworskich zabudowaniach mieściły się kolejno wiejski sklep, biblioteka, a następnie gromadzka rada narodowa.
Do dziś zachowało się tylko kilka ścian budowli.

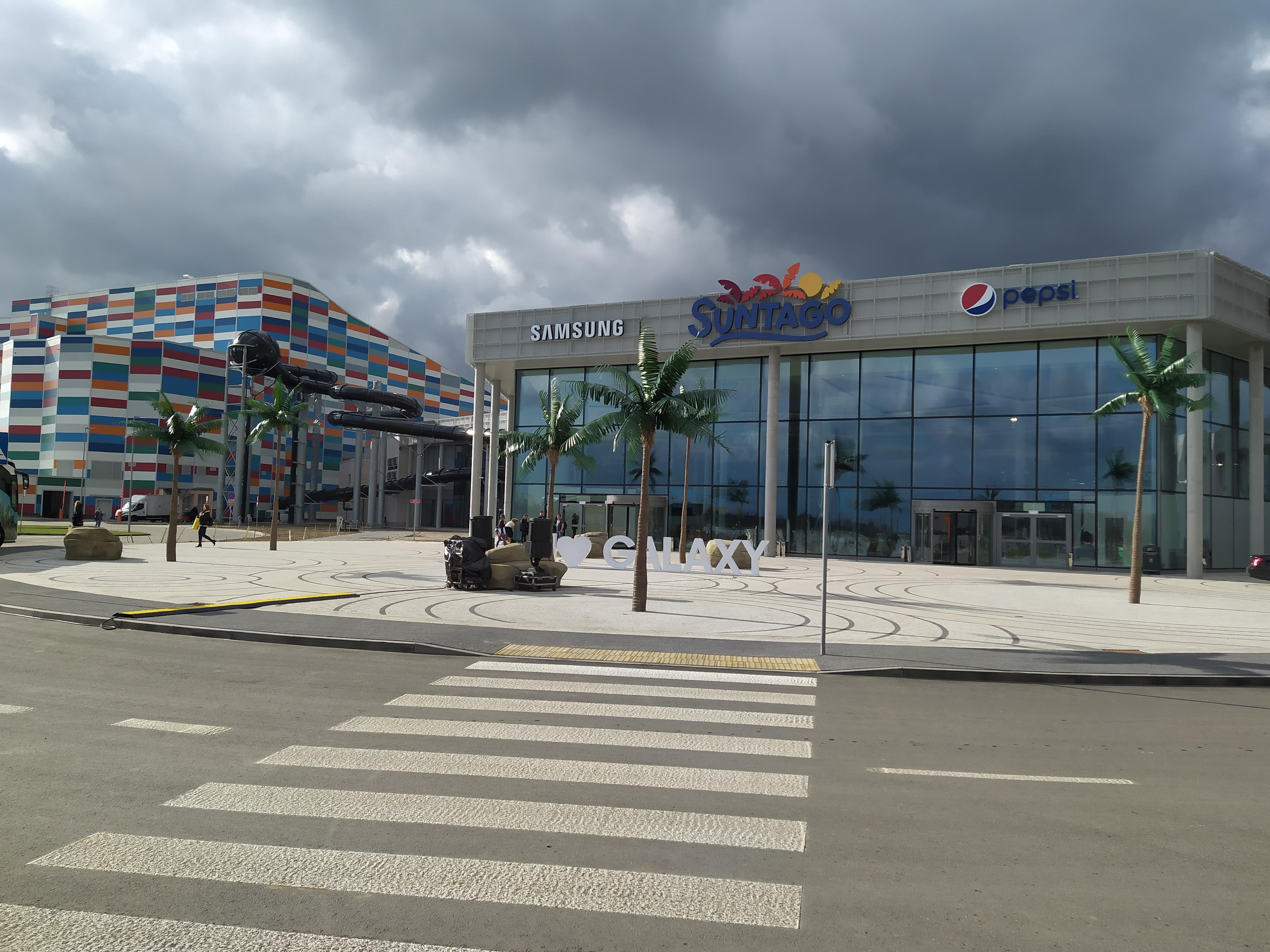
Park of Poland - budynek Suntago

## Park rozrywki
We Wręczy działa park rozrywki Park of Poland. Inwestorem jest Global City Holdings.
19 kwietnia 2017 roku odbyła się ceremonia wbicia pierwszej łopaty pod budowę pierwszego etapu tej inwestycji – parku wodnego Suntago.  Budowa Suntago rozpoczęła się w maju 2017 roku, otwarcie obiektu nastąpiło 20 lutego 2020 roku.